# محمدمهدی دادگو
محمدمهدی دادگو (زاده ۱۶ آذر ۱۳۲۹، تهران) تهیه‌کننده اهل ایران است.
از فعالیت‌های وی می‌توان به مدیر کل کنترل بودجه سازمان رادیو و تلویزیون (۱۳۵۲–۱۳۵۵)، مدیر امور مالی شبکه دوم تلویزیون (۱۳۵۵–۱۳۵۷)، مدیر ارزشیابی کمی و برآورد برنامه‌های تلویزیونی (۱۳۵۹–۱۳۶۱)، مدیر تولید بنیاد سینمایی فارابی (۱۳۶۲–۱۳۶۴)، عضویت در نخستین هیئت مدیره خانه سینما، مدیرعامل سازمان سینمایی کادر فیلم، مدیرعامل رسانه بین‌المللی آما و عضو شورای مرکزی اتحادیه تهیه‌کنندگان سینمای ایران اشاره کرد.

## تهیه‌کننده
- تردید (۱۳۸۷)
- نشانی (۱۳۸۶)
- زمستان است (۱۳۸۴)
- هزاران زن مثل من (۱۳۷۹)
- تهران روزگار نو (۱۳۷۸)
- صنم (۱۳۷۸)
- بید و باد (۱۳۷۷)
- عشق + ۲ (۱۳۷۷)
- کمیته مجازات (۱۳۷۷)
- برج مینو (۱۳۷۵)
- کلاه قرمزی و پسرخاله (۱۳۷۳)
- بانو (۱۳۷۰)
- رقص خاک (۱۳۷۰)
- ناصرالدین شاه آکتور سینما (۱۳۷۰)
- بازی بزرگان (۱۳۶۹)
- پرده آخر (۱۳۶۹)
- دندان مار (۱۳۶۸)

## جشنواره‌ها
- برنده جایزه ویژه هیئت داوران و جایزه منتقدان بین‌المللی فیلم، بهترین فیلم (ناصرالدین شاه آکتور سینما) در بیست و هشتمین دوره جشنواره بین‌المللی فیلم کارلوی واری جمهوری چک - ۱۳۷۱
- برنده جایزه تنگه طلایی کاریدی، بهترین فیلم (ناصرالدین شاه آکتور سینما) در بیست و یکمین دوره جشنواره بین‌المللی فیلم تائورمینا ایتالیا - ۱۳۷۱
- برنده جایزه ویژه هیئت داوران، بهترین فیلم (ناصرالدین شاه آکتور سینما) در دوازدهمین دوره جشنواره بین‌المللی فیلم استانبول - ۱۳۷۲
- برنده جوایز پروانه زرین، گل آفتابگردان و تندیس بلورین، بهترین فیلم (کلاه قرمزی و پسر خاله) در دهمین دوره جشنواره فیلم کودکان و نوجوانان - ۱۳۷۳
- برنده جایزه ویژه هیئت داوران، بهترین فیلم (کمیته مجازات) در هفدهمین دوره جشنواره فیلم فجر - ۱۳۷۷
- برنده جایزه بهترین فیلم آسیایی (رقص خاک) در یازدهمین دوره جشنواره بین‌المللی فیلم توکیو - ۱۳۷۷
- برنده تقدیرنامه فدراسیون بین‌المللی انجمن‌های فیلم، بهترین فیلم (بانو) در چهل و نهمین دوره جشنواره بین‌المللی فیلم برلین - ۱۳۷۷
- برنده جایزه پلنگ نقره‌ای، بهترین فیلم (رقص خاک) در پنجاه و یکمین دوره جشنواره بین‌المللی فیلم لوکارنو - ۱۳۷۷
- برنده جوایز جایزه هنر و تجربه و جایزه محیط زیست، بهترین فیلم (رقص خاک) در پنجاه و یکمین دوره جشنواره بین‌المللی فیلم لوکارنو - ۱۳۷۷
- برنده جایزه کتاب سیمین، بهترین فیلم (صنم) در سی‌امین دوره جشنواره فیلم رشد - ۱۳۷۹
- برنده جایزه فیل طلایی، بهترین فیلم (بید و باد) در سومین دوره جشنواره بین‌المللی فیلم بانکوک - ۱۳۷۹
- برنده جایزه دایره طلایی، بهترین فیلم (صنم) در هفتمین دوره جشنواره بین‌المللی فیلم آسیایی وزول فرانسه - ۱۳۷۹
- برنده جایزه هیئت داوران انجمن‌های فیلم، بهترین فیلم (بید و باد) در چهلمین دوره جشنواره بین‌المللی فیلم کودکان زلین جمهوری چک - ۱۳۷۹
- برنده جایزه جایزه ویژه هیئت داوران و جایزه ویژه سینماداران آلمان، بهترین فیلم (صنم) در چهل و نهمین دوره جشنواره بین‌المللی فیلم مانهایم آلمان - ۱۳۷۹
- برنده جایزه کلیسای جهانی، بهترین فیلم (بید و باد) در اولین دوره جشنواره بین‌المللی فیلم کودک ماردل پلاتا آرژانتین - ۱۳۸۰
- برنده جایزه بهترین فیلم (بید و باد) در جشنواره بین‌المللی فیلم کودک آرتک اوکراین - ۱۳۸۱